# Кряжим (Пензенская область)
Кряжим — упразднённое в 1988 году село в Сосновоборском районе Пензенской области России. Входила на год упразднения в состав Малосадовского сельсовета. 

## География
Расположена на правом берегу  верховьев реки Кряжим, в 4 км к востоку от упразднённой деревни Александровка, в 5 км к западу от с. Кряжимское,  в 9 км к северо-западу от села Малая Садовка.

## История
Основано в середине 18 века, на левом берегу р. Кряжим. В 1785 г. показано за помещицами Татьяной, Елизаветой, Екатериной и Настасьей Ивановнами Левашовыми.
Решением облисполкома от 27.01.1988 г. исключена из учётных данных как фактически не существующая.

### Административно-территориальная принадлежность
В 1910 г. — селение Лопуховской (3-го стана) волости Городищенского уезда, 1 община.
В 1939, 1955 гг. – центр Кряжимского сельсовета.

### Население
В 1782 - 290 (оценочно) душ, в 1864 – 499 жителя, 1877 – 691, 1897 – 602, 1910 – 589, 1930 – 1085, 1939 – 476, 1959 – 204.

## Инфраструктура
Личное подсобное хозяйство. В 1955 году  центральная усадьба колхоза «Путь Ленина».
В 1877 г. – часовня, салотопня, в 1910 году - 103 двора, ветряная мельница, 2 кузницы, 2 лавки. 

## Транспорт
Просёлочные дороги. 